# Tańce kaszubskie

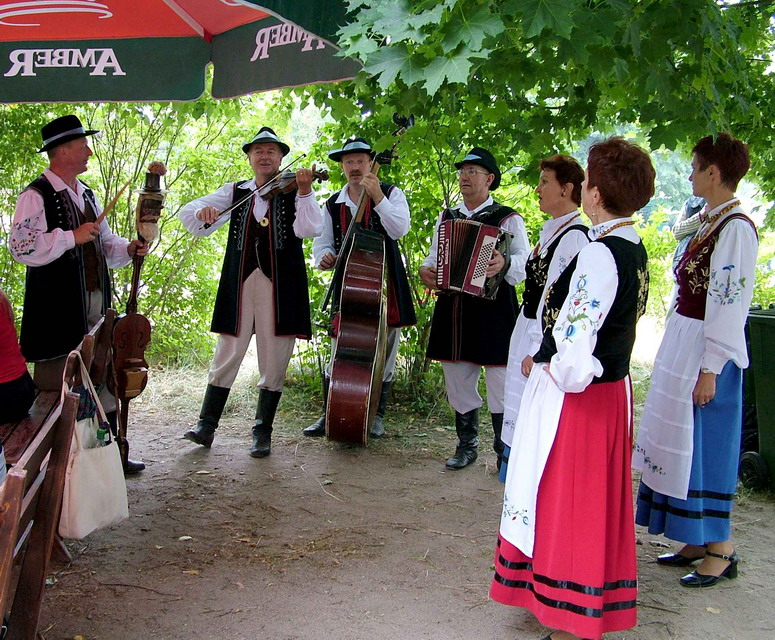
Kapela przygrywa do tańca

Tańce kaszubskie – tańce rozpowszechnione na obszarze występowania grupy etnicznej Kaszubów. Ilustrują pracę, obyczaj, zabawę. Stąd też pochodzą ich nazwy:

## Ważniejsze tańce
(na podstawie materiałów źródłowych)
- „Szewc” – podstawą układów tanecznych jest naśladowanie pracy szewca takiej jak szycie i wbijanie ćwieków; tańczony w parach.
- „Kùflôrz”  – wyraża radość rybaków z pomyślnego połowu; wykonują go tylko mężczyźni z kuflem piwa w ręku i w „korkach”.
- „Cepôrz” – w tańcu inscenizuje się, pokazuje i chwali pracę „cepôrza”, czyli „drenowanie” cepami; również kobiety odgrywają tu dużą rolę, bo zbierają i wiążą słomę.
- „Marëszka” – wywodzi się od tańców żeglarzy; wzorowany na tańcach skandynawskich; tańczy się go w kręgu parami.
- „Dzëk” – taniec, którego rybacy nauczyli się od korsarzy; jest dziki i gwałtowny; tańczą go tylko mężczyźni.
- „Wôłtôk”  – taniec morski ; rękami podkreśla się ruch fal morskich oraz ciałem obrazuje się wiry wód.
- „Nasza nënka” – zabawa taneczna, kiedyś obyczajowo-weselna; inscenizuje tzw. przekomarzanie się w „transakcjach” małżeńskich.
- „Òwcôrz” – taniec wywodzący się z obrzędów “powitania wiosny”, kiedy wypędzano owce w „karnach” (stadach) na “wiłodzi” (odłogi, pastwiska) po tzw. „postrzyżynach”, co dawało powód do zabawy i świętowania; w tańcu biorą udział postacie: pasterz, pies i wilk soliści.
- „Kòséder” – taniec rodowy; jest żywy i poważny; jego nazwa pochodzi od „sec nogama” (kosić nogami).